# Antonio José Salinas y Moreno
Antonio José Salinas y Moreno (Hellín, província d'Albacete, 20 o 23 de febrer de 1732 – Castelló de la Plana, 11 de juny de 1814), va ser un religiós franciscà i bisbe.
El 15 de maig de 1784 va ser designat com a Comissari General de l'Orde de Sant Francesc el 1784, i va exercir el seu càrrec durant cinc anys. En una notícia apareguda el 19 de gener de 1790 a la Gaceta de Madrid ja apareixia el seu nomenament com a Bisbe de Tortosa. Posteriorment va ser designat el dia 29 de març de 1790. En va prendre possessió el dia 11 de juliol d'aquell mateix any (encara que algunes fonts apunten que fou el 29 de juliol de 1790), fent entrada a la ciutat el 19 de desembre d'aquell mateix any.
Durant l'ocupació francesa de Tortosa de gener de 1811, el bisbe Salinas va salvar les relíquies de la Santa Cinta, traslladant-les a Castelló de la Plana i a Onda el febrer de 1814. Les relíquies van tornar a la ciutat el 29 de juny de 1814, ja amb Salinas mort. També durant l'ocupació francesa, va marxar a Mallorca, on va subscriure el 12 desembre de 1812 la Instrucción Pastoral contra el Diccionario crítico-burlesco del bibliotecari de las Corts de Cadis, Bartolomé José Gallardo.
Va morir a Castelló de la Plana, en caure malalt quan es preparava per a tornar a Tortosa. Està enterrat a l'església de santa Clara del convent de les Clarisses d'aquella ciutat.